# Strahil, Varna
Strahil (în bulgară Страхил) este un sat în comuna Vălci Dol, regiunea Varna,  Bulgaria. 

## Demografie
Componența etnică a satului Strahil
     Turci (92,98%)
     Bulgari (7,01%)
     Nicio identificare (0%)
     Altele (0%)
La recensământul din 2011, populația satului Strahil era de 57 locuitori. Din punct de vedere etnic, majoritatea locuitorilor (92,98%) erau turci, cu o minoritate de bulgari (7,01%). Pentru 0% din locuitori nu este cunoscută apartenența etnică.